# Jozef Haľko
Jozef Haľko (ur. 10 maja 1964 w Bratysławie) – słowacki duchowny katolicki, biskup pomocniczy Bratysławy od 2012.

## Życiorys

### Prezbiterat
Święcenia kapłańskie otrzymał 4 czerwca 1994. W 2000 obronił pracę doktorską na Uniwersytecie św. Krzyża w Rzymie. Przez wiele lat pracował jako wykładowca na Cyrylo-Metodiańskim Wydziale Teologii Rzymskokatolickiej Uniwersytetu Komeńskiego w Bratysławie, był także duszpasterzem mniejszości węgierskiej w tymże mieście.

### Episkopat
31 stycznia 2012 papież Benedykt XVI mianował go biskupem pomocniczym archidiecezji Bratysławy, ze stolicą tytularną Serra. Sakry biskupiej 17 marca 2012 r. udzielił mu metropolita bratysławski abp Stanislav Zvolenský.